# 多瑞亞林語
多瑞亞林語是《魔戒》作者托爾金發明的人工語言之一。在托爾金的構想中，多瑞亞林語為精靈語辛達林一種已絕跡的方言。

## 歷史
托爾金在其著作《精靈寶鑽》一書中曾提到，貝爾蘭的灰精靈被區隔成許多族群，而他們所使用的語言也產生了分化：多瑞亞林語就是居住於貝爾蘭的中心地帶多瑞亞斯的灰精靈所使用的辛達林方言。相對於另一種更為通用的辛達林方言法拉斯瑞姆方言，多瑞亞林語被認為是辛達林的古老形式，但多瑞亞林語和法拉斯瑞姆方言的使用者在某種程度上仍可以各自的語言與彼此交談，不致產生太大的溝通困難。
多瑞亞林語保留了許多在法拉斯瑞姆方言裡已經不見的古老特徵，且這樣的特徵被它們的使用者，也就是多瑞亞斯的灰精靈視為一種高貴的形式。不若其他辛達林的方言，多瑞亞林語仍然未受到昆雅的影響。而在另一方面，多瑞亞林語也相當容易辨認，也因此圖林在離開多瑞亞斯多年之後，他的多瑞亞林語腔調仍使其他辛達林方言的使用者立刻就知道他的成長故鄉。

## 語言延伸
多瑞亞林語在第一紀元結束時貝爾蘭被摧毀之後隨之滅絕，但仍然有一些以此種方言書寫的語料被保存於努曼諾爾，這些資料很有可能是來自多瑞亞斯的逃亡者經由阿佛尼恩帶到努曼諾爾的。